# Konstsamfundet
Le Föreningen Konstsamfundet ou Konstsamfundet (finnois : Association pour la fondation de l'Art) est une fondation dont l'objectif est de soutenir la culture de la minorité suédophone de Finlande. 

## Présentation
La fondation a été fondée en 1940 par Amos Anderson, un éditeur de journaux et mécène des arts, qui légué toute sa fortune à l'association Konstsamfundet. 
Le Konstsamfundet finance le musée Amos Anderson à Helsinki.
Depuis 2018, le musée a été transféré au musée Amos Rex situé dans le Lasipalatsi au centre d'Helsinki.
Konstsamfundet gère également le manoir de Söderlångvik (fi) qui est l'ancienne résidence d'été d'Amos Anderson à Dragsfjärd.
Comme demandé par Amos Anderson, la Konstsamfundet accorde des subventions pour les arts visuels, les publications, la musique et les arts vivants. 
Konstsamfundet soutient également la formation professionnelle ainsi que les journaux et magazines suédophones.
Konstsamfundet dispose d'environ 600 millions d'euros d'actifs d'investissement et détient, entre autres, le musée Amos Rex, le magazine Hufvudstadsbladet, le Forum et le manoir de Söderlångvik.
Il est aussi actionnaire de sociétés comme Elisa ou Talenom.